# Sidomulyo (Air Naningan)
Sidomulyo is een bestuurslaag in het regentschap Tanggamus van de provincie Lampung, Indonesië. Sidomulyo telt 2344 inwoners (volkstelling 2010).